# إيفانا بيرليتش ماجورانيتش
إيفانا بيرليتش ماجورانيتش (بالكرواتية Ivana Brlić-Mažuranić) روائية وكاتبة وشاعرة كرواتية ولدت في أوغولين 18 أبريل 1874 وتوفيت في 21 سبتمبر 1938 في زغرب، ويشار لها دائما على الصعيد الدولي، انها أفضل كاتبة كرواتية للأطفال.

## حياتها[6]
بيرليك هي حفيدة الشاعر والسياسي الكرواتي الشهير إيفان مكازورانيتش أمها هنرييت ووالدها فلاديمير كان كاتبا ومحاميا شهيرا، مارس عمله كمحام في أوغولين ثم انتقلت العائلة إلى كارلوفاتش، ثم إلى زغرب، وتزوجت من رجل يعمل بمهنة أبيها كمحام هو سلافونسكي برود، وأمضت معه حياتها.

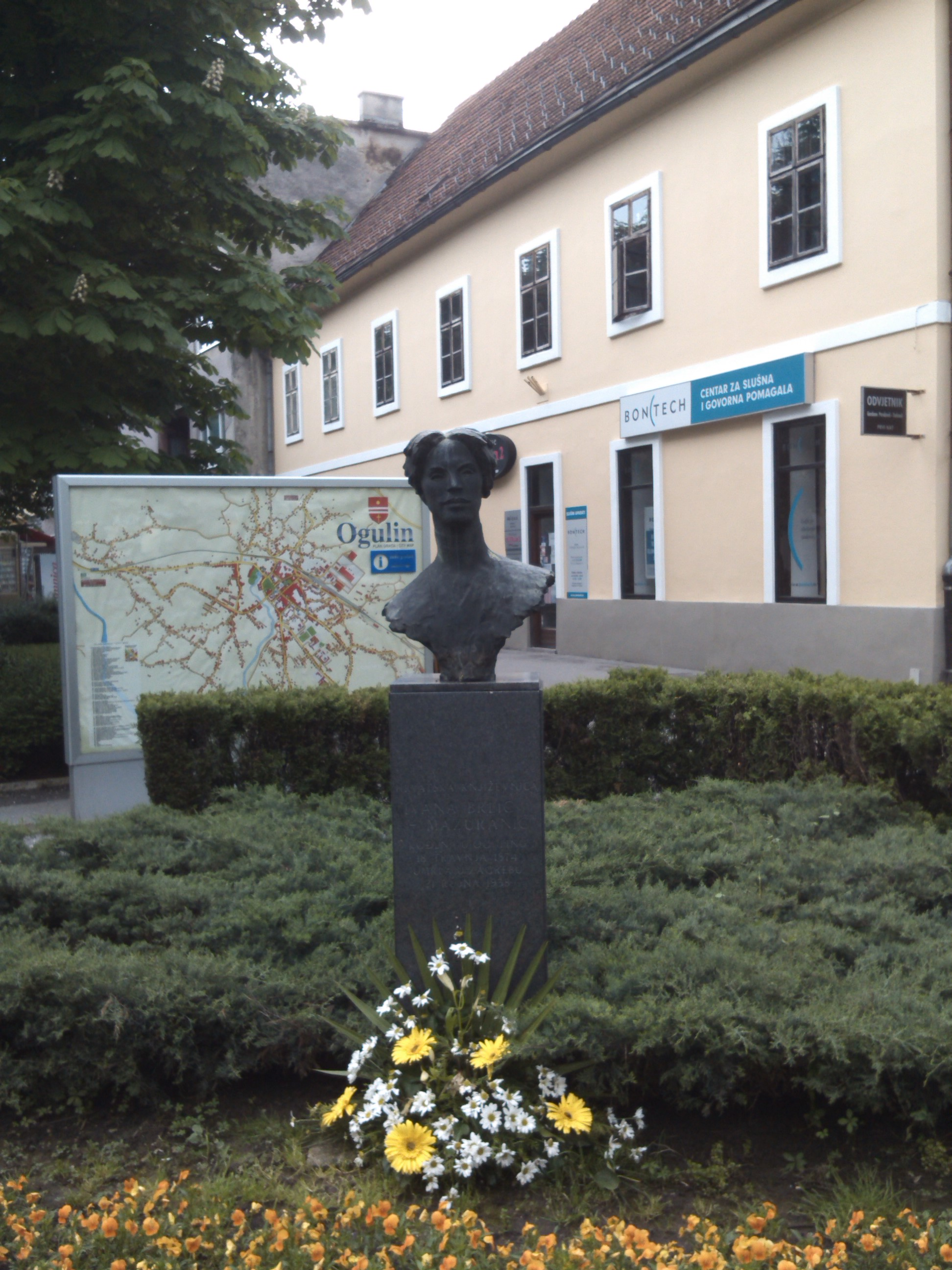
تمثال نصفي لـ إيفانا بيرليك مكازورانيتش في أوغلين 123413

بدأت بيرليك بكتابة الشعر، ثم اليوميات والمقالات في وقت مبكر ولكن لم ينشر لها حتى بداية القرن العشرين. ومن أشهر أعمالها كتاب حكايات كرواتية قديمة (من زمان) التي نشرت على جزئين في عام 1916، هو من بين الكتب الأكثر شعبية حتى اليوم ويتألف من سلسلة من القصص الخيالية التي تستخدم حكاية الأجداد والأساطير الكرواتية. ولذلك كانت مقارنات مستوى القصص الأسطورية والخيالية للأطفال لـ بيرليك تجري مع الكاتب والشاعر الدنماركي هانس كريستيان أندرسن مبدع القصص الخيالية والأساطير.
ترشحت بيرليك لجائزة نوبل للآداب أربع مرات، ومع ذلك، لم تفز بالجائزة، ولأنها كانت توصف بـ «أندرسن الكرواتي» ومع ذلك فإن الكاتب هانس كريستيان أندرسن لم يترشح سوى مرتين لجائزة نوبل للآداب، وكذلك أطلق عليها لقب «ملكة القصص الكرواتية»، وفي عام 1937 ـ وقبل وفاتها بعام واحد، أصبحت عضوا مؤسسا في أكاديمية الآن الكرواتية- فئة الفن.
بالتأكيد تأثرت بيرليك بجدّها، لكنها ذكرت في أكثر من مناسبة أنها تأثرت أيضا بالشاعر فرانجو ماركوفيتش والمطران جوزيف يوراي، ومع أنها قالت: «أعمالي الأدبية قليلة العدد، وأظن أن المحتوى متواضع، لكن التجربة مرت بسلام، دون أن تترك أثرا سيئا على حياة عائلتي»، ومع ذلك كان لـ بيرليك تأثيرا كبيرا في أدب الأطفال في كرواتيا وكان يوصف دائما بـ قوة في الكتابة، وقد أقام المتحف الإقليمي في Ogulin، أوغولين، تكريما لها.

## مؤلفاتها[7]
- حكايات Priče iz davnine

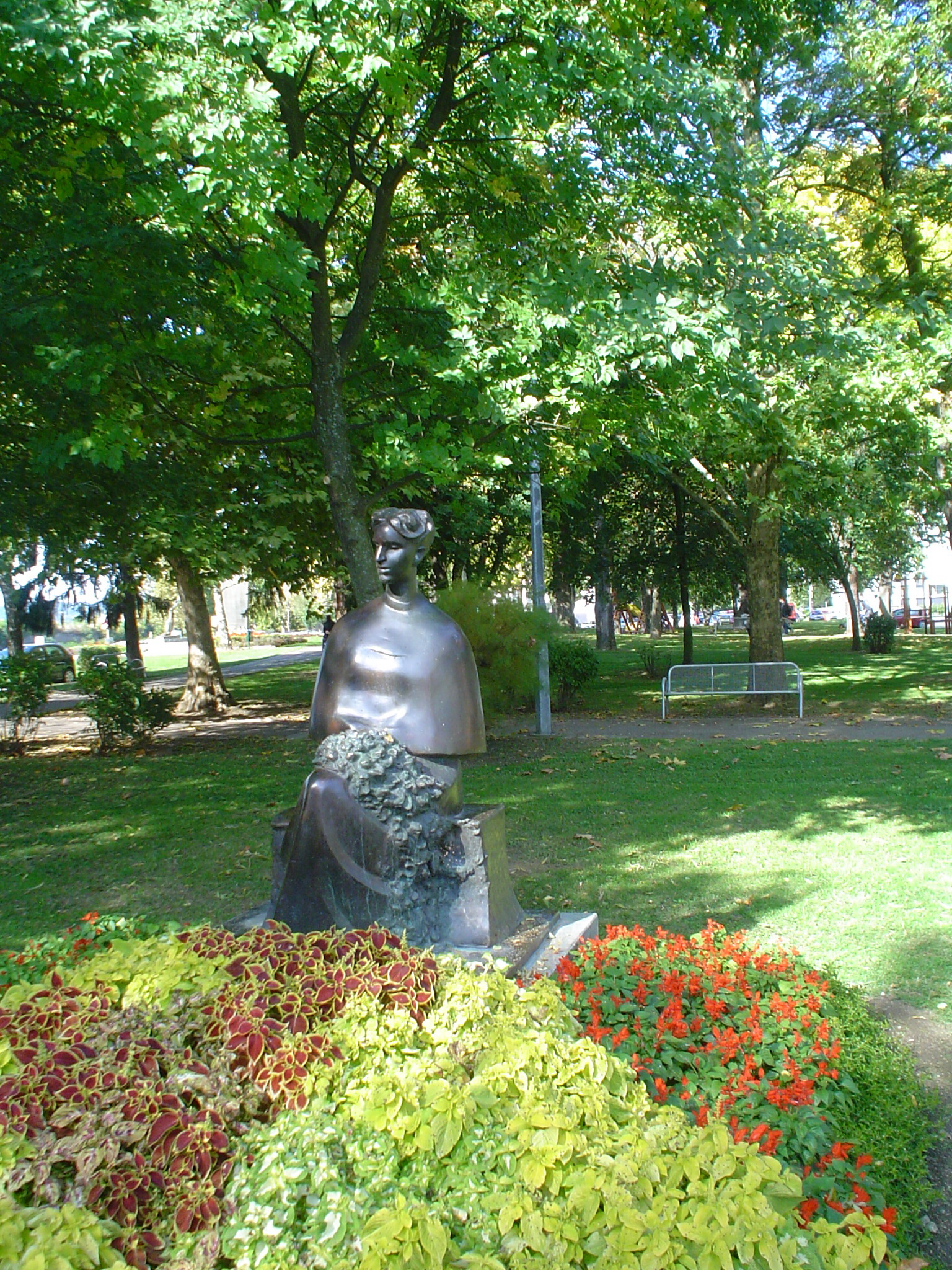
نصب تذكاري لكاتبة الأطفال الكرواتية إيفانا بيرليك مكازورانيتش في سلافونسكي برود.

- الاسكافي الصغير لابتيش Čudnovate zgode šegrta Hlapića
- غابات ستيربورفا Šuma Striborova
- الشمس وصيف ونيفا جاغور Sunce djever i Neva Nevičica / Jagor
- أجمل حكاية خرافية في العالم Najljepše bajke svijeta
- الحكايات الكرواتية القديمة، المجلد الأول Croatian Tales of Long Ago, Volume 1
- الحكايات الكرواتية القديمة، المجلد الثاني Croatian Tales of Long Ago, Part Two
- مختارات من الأعمال Izabrana djela	Izabrana djela
- ثلاث حكايات مسرحية: السعي، تبروكو ونيفانيفي، التكيف

Potjeh, Toporko i Neva Nevi...	Potjeh, Toporko i Neva Nevičica: dramske prilagodbe triju Priča iz davnine
- الوالي قودزيرتا Jaša Dalmatin, potkralj Gudžerata
- صباح الخير ايها العالم! يوميات 1888th إلى 1891st Dobro jutro, svijete! dnevnički zapisi 1888.-1891.
- يروى أن Pričaju nam
- مختارات كرواتية- عيد الفصح، شعر Hrvatska uskrsna lirika: antologija

## وصلات خارجية
- إيفانا بيرليتش ماجورانيتش على موقع IMDb (الإنجليزية)
- إيفانا بيرليتش ماجورانيتش على موقع قاعدة بيانات الفيلم (الإنجليزية)
- إيفانا بيرليتش ماجورانيتش على موقع كينوبويسك (الروسية)

- http://www.ffzg.unizg.hr/infoz/dzs/html/Brli1.htm